# Madonna von St. Veit

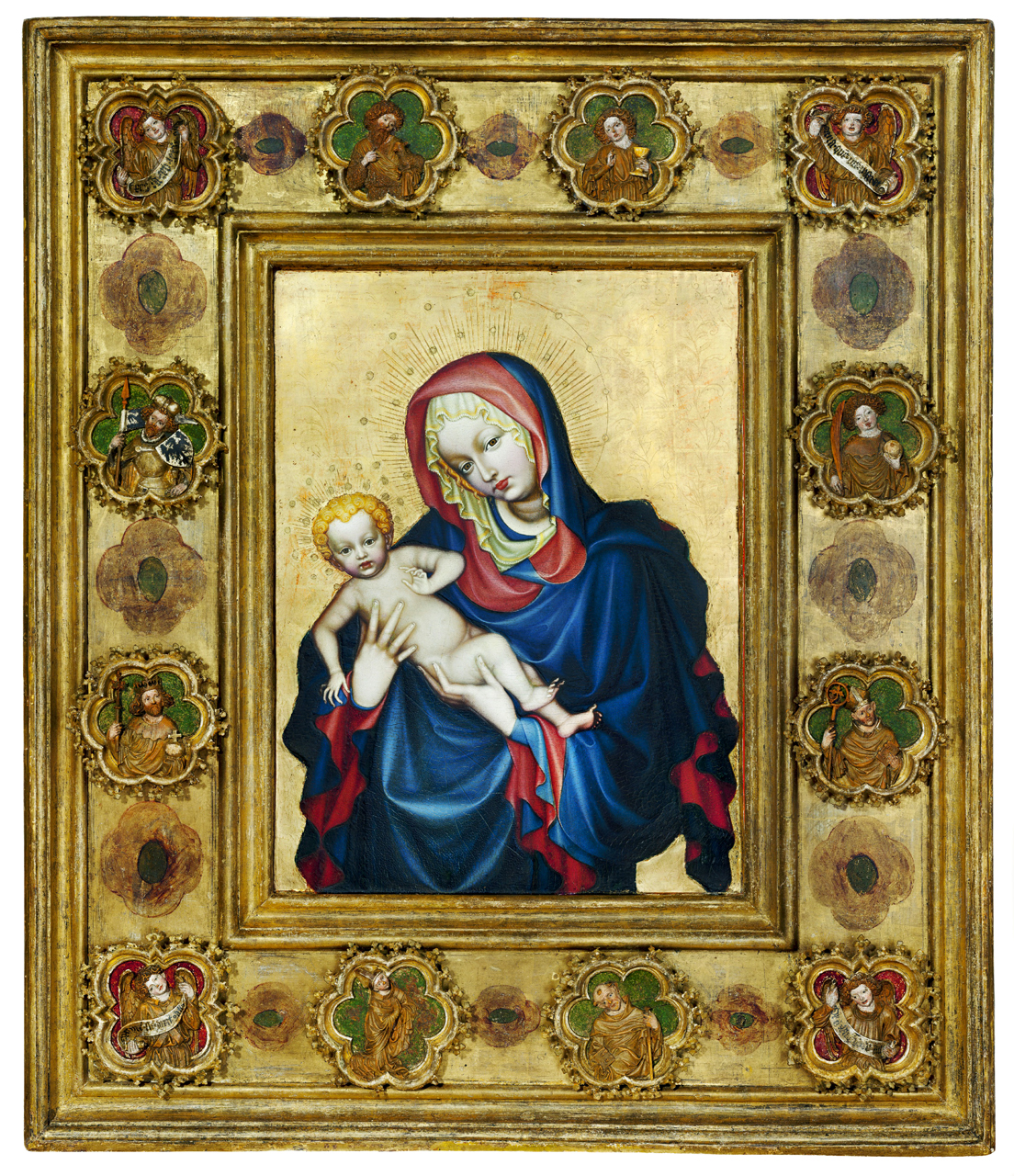
Madonna von St. Veit, Nationalgalerie Prag

Die Madonna von St. Veit ist ein um 1400 entstandenes gotisches Gemälde aus dem Prager Domschatz.
Das Marienbildnis aus der Kathedrale St. Vitus in Prag malte ein namentlich nicht bekannter Künstler zwischen 1390 und 1400. Die von heiligen Patronen dieser Kirche wie dem Heiligen Vitus und Wenzel umgebene Maria mit Kind ist das einzige von diesem Meister erhalten gebliebene Werk. Das Bild ist auf Holz gemalt. Auch wenn es aus der Kathedrale stammt ist nicht sicher, ob es für diese ursprünglich bestimmt war.
Heute befindet sich das Werk in der Prager Nationalgalerie. Es gilt als ein herausragendes Beispiel für die Zeit der Internationalen Gotik in Prag und als ein Hauptwerk der böhmischen Malerei. Prag um 1400 war ein Kunstzentrum von europaweiter Bedeutung. Das im Weichen Stil gemalte Werk zeigt wie auch beispielsweise das Werk des Meisters von Wittingau oder des Meisters von Hohenfurth wie Prager Künstler damals Einflüsse der Malerei aus allen europäischen Regionen aufnahmen und verarbeiteten. 